# Geek Toys
Geek Toys Inc (jap. 株式会社ギークトイズ Kabushiki-gaisha Gīku Toizu) – japońskie studio animacji z siedzibą w tokijskiej dzielnicy Nakano, założone w 2017 roku.

## Produkcje

### Seriale telewizyjne
| Rok  | Tytuł                                                   | Reżyser(zy)               | Liczba odcinków | Uwagi                                                                           | Przypisy |
| ---- | ------------------------------------------------------- | ------------------------- | --------------- | ------------------------------------------------------------------------------- | -------- |
| 2018 | RErideD: Tokigoe no Derrida                             | Takuya Satō               | 12              | Własna twórczość.                                                               | [ 1 ]    |
| 2019 | Kawaikereba hentai demo suki ni natte kuremasu ka?      | Itsuki Imazaki            | 12              | Na podstawie light novel autorstwa Tomo Hanamy.                                 | [ 2 ]    |
| 2020 | Plunderer                                               | Hiroyuki Kanbe            | 24              | Na podstawie mangi autorstwa Suu Minazukiego.                                   | [ 3 ]    |
| 2022 | Gensō sangokushi: Tengen reishinki                      | Shunsuke Machitani        | 12              | Na podstawie serii gier wideo produkcji UserJoy Technology.                     | [ 4 ]    |
| 2022 | Date A Live IV                                          | Jun Nakagawa              | 12              | Sequel Date A Live III.                                                         | [ 5 ]    |
| 2023 | Ningen fushin no bōkensha-tachi ga sekai o sukū yō desu | Itsuki Imazaki            | 12              | Na podstawie light novel autorstwa Shinty Fujiego.                              | [ 6 ]    |
| 2023 | Dead Mount Death Play                                   | Manabu Ono                | 24              | Na podstawie mangi autorstwa Ryōgo Narity.                                      | [ 7 ]    |
| 2023 | Liar, Liar                                              | Satoru Ono Naoki Matsuura | 12              | Na podstawie light novel autorstwa Haruki Kuō.                                  | [ 8 ]    |
| 2023 | Migi to Dali                                            | Mankyū                    | 13              | Na podstawie mangi autorstwa Nami Sano. We współpracy z Frontier Engine.        | [ 9 ]    |
| 2024 | Date A Live V                                           | Jun Nakagawa              | 12              | Sequel Date A Live IV.                                                          | [ 10 ]   |
| 2025 | Salaryman ga isekai ni ittara shitennō ni natta hanashi | Michio Fukuda             | nieznana        | Na podstawie mangi autorstwa Benigashira i Muramitsu. We współpracy z CompTown. | [ 11 ]   |

### Filmy
| Rok  | Tytuł                               | Reżyser(zy)  | Uwagi                                                                                             | Przypisy |
| ---- | ----------------------------------- | ------------ | ------------------------------------------------------------------------------------------------- | -------- |
| 2020 | Date A Live Fragment: Date A Bullet | Jun Nakagawa | Na podstawie light novel autorstwa Yuichiro Higashide i Kōshiego Tachibany. Spin-off Date A Live. | [ 12 ]   |
| 2020 | Date A Bullet: Nightmare or Queen   | Jun Nakagawa | Sequel Date A Bullet: Dead or Bullet.                                                             | [ 13 ]   |